# نفرتاري (زوجة تحتمس الرابع)
نفرتاري، هي ملكة مصرية قديمة غير حاكمة أو زوجة ملك، عاشت في عهد الأسرة الثامنة عشرة، وهي الزوجة الملكية العظيمة الأولى للملك تحتمس الرابع.
أصولها غير معروفة، ومن المرجح أنها كانت من عامة الشعب أو من خارج العائلة الملكية. وفي العديد من النقوش التي تظهرها مع الملكة الأم تي عا يتم تصويرها على أنها إلهة ترافق تحتمس. وفي السنة السابعة من حكمه كانت الحاملة للقب الزوجة الملكية العظمى هي أخت تحتمس الملكة يعرت، أما نفرتاري فإما ماتت أو تم تجريدها من اللقب عندما أصبحت يعرت في سن مناسبة للزواج من أخيها الملك تحتمس الرابع.
وقد تم تصويرها مع زوجها أمام الآلهة في الجيزة على ثماني لوحات. كما ظهرت على لوحة وجدت في معبد الأقصر، وذكر على جعران وجدت في مدينة غراب قرب الفيوم. ولا يعرف ما إذا كان هناك أي طفل قد ولد للملكة نفرتاري أو حتى للملكة يعرت؛ وبعد وفاة تحمس كان الملك التالي هو أمنحتب الثالث، ابن زوجة ثانوية تسمى موت إم ويا.